# Slovenia Future Series 2018
Die Slovenia Future Series 2018 im Badminton fand vom 22. bis zum 25. November 2018 in Brežice statt.

## Sieger und Platzierte
| Disziplin    | Gold                           | Silber                         | Bronze                                    |
| ------------ | ------------------------------ | ------------------------------ | ----------------------------------------- |
| Herreneinzel | Luka Milić                     | Hermansah                      | Sebastian Bugtrup                         |
| Herreneinzel | Luka Milić                     | Hermansah                      | Leon Seiwald                              |
| Dameneinzel  | Sara Peñalver Pereira          | Kaja Stanković                 | Anne Fuglsang                             |
| Dameneinzel  | Sara Peñalver Pereira          | Kaja Stanković                 | Maja Pavlinić                             |
| Herrendoppel | Oliver Gram Mads Thøgersen     | Philip Birker Dominik Stipsits | Louis Ducrot Romain Frank                 |
| Herrendoppel | Oliver Gram Mads Thøgersen     | Philip Birker Dominik Stipsits | Patrick Abildgaard Yobellto Rendy Ismanto |
| Damendoppel  | Katarina Galenić Maja Pavlinić | Julie Ferrier Manon Krieger    | Maria Persson Ashwathi Pillai             |
| Damendoppel  | Katarina Galenić Maja Pavlinić | Julie Ferrier Manon Krieger    | Paula Lopez Laura Santos                  |
| Mixed        | Miha Ivančič Petra Polanc      | Louis Ducrot Candice Lesne     | Philip Birker Katharina Hochmeir          |
| Mixed        | Miha Ivančič Petra Polanc      | Louis Ducrot Candice Lesne     | Dominik Stipsits Serena Au Yeong          |